# 신묘장구대다라니
신묘장구대다라니(神妙章句大陀羅尼, Nīlakaṇṭha Dhāraṇī)는 천수경에서 중심 역할을 하는 다라니다. 천수경과 마찬가지로 관세음보살에 대한 내용이다.
다라니는 산스크리트어(범어)로 된 긴 주문을 말한다.

## 개요
신묘장구대다라니는 뜻으로 띄어쓰기를 하면, "신묘/장구/대/다라니"가 된다. 신묘한 장과 구를 모아 놓은 큰 다라니라는 뜻이다. 관세음보살과 삼보(부처님, 불법, 스님)에 귀의하고, 삼독(탐욕, 노여움, 어리석음)을 가라앉혀, 깨달음에 다다르게 해줄 것을 기원하는 내용이다.
예를 들어, 신묘장구대다라니의 제일 첫 문장인 '나모라 다나다라 야야'에서 '나모 라다나 다라야'로 띄어쓰기를 바꿔보자. '라다나'는 보물, 보배이고, '다라야'는 3이라는 뜻이다. 이를 합치면 삼보(불법승)가 된다.
관세음보살은 중생의 근기에 맞게 여러 모습을 보여준다. 이러한 특성이 <신묘장구대다라니>에 잘 묘사되어 있다. 즉, 관세음보살의 여러 모습들이 나온다. 목이 푸른 청경관음을 묘사한 "니라간타"가 대표적인 구절이다.
한때, 신묘장구대다라니가 사실은 힌두교신을 예찬하는 것이라는 주장이 나와, 논란을 빚기도 했었다.

## 신묘장구대다라니 전문
나모라 다나다라 야야 나막알약 바로기제 새바라야
모지사다바야 마하사다바야 마하가로 니가야
옴 살바 바예수 다라나 가라야 다사명 나막 가리다바 이맘알야
바로기제 새바라 다바 니라간타 나막하리나야 마발다
이사미 살발타 사다남 수반아예염 살바보다남 바바말아
미수다감 다냐타 옴 아로계 아로가 마지로가 지가란제
혜혜하례 마하모지 사다바 사마라 사마라 하리나야
구로구로 갈마 사다야 사다야 도로도로 미연제 마하미연제
다라다라 다린나례 새바라 자라자라 마라 미마라 아마라
몰제 예혜혜 로계 새바라 라아 미사미 나사야 나베 사미사미
나사야 모하자라 미사미 나사야 호로호로 마라호로 하례
바나마 나바 사라사라 시리시리 소로소로 못자못자 모다야 모다야
매다리야 니라간타 가마사 날사남 바라 하라나야
마낙 사바하 싯다야 사바하 마하싯다야 사바하
싯다유예 새바라야 사바하 니라간타야 사바하
바라하 목카싱하 목카야 사바하 바나마 하따야 사바하
자가라 욕다야 사바하 상카섭나네 모다나야 사바하 마하라
구타다라야 사바하 바마사간타 니사시체다
가릿나 이나야 사바하 먀가라 잘마 이바 사나야 사바하
『나모라 다나다라 야야 나막알야 바로기제 새바라야 사바하』(3번)

## 신묘장구대다라니 해석
나모 라다나 다라야야
삼보에 귀의합니다.
나막알약 바로기제 새바라야 모지 사다바야
성스러운 관자재보살님(알약바로기제새바라=아발로키테슈바라)께 귀의합니다.
마하 사다바야 마하가로 니가야
대비하신 큰 보살님께 귀의합니다.
옴 살바 바예수 다라나 가라야 다사명 나막 까리다바
옴! 일체 두려움에서 구해주시는 까닭에 받드나이다. 어지신 분이시여.
이맘알야 바로기제 새바라 다바
이로 말미암아 성스러운 관자재보살을 찬탄하나이다.
니라간타 나막하리나야 마발다 이사미
청경관음보살님의 진언을 암송하겠나이다.
살발타 사다남 수반 아예염
일체의 이익을 성취하신 훌륭하고 이길 수 없는 분이시여.
살바 보다남 바바말아 미수다감
일체 존재를 살아가게 하소서. 청정하게 하소서.
다나타 옴 아로게 아로가 마지로가 지가란제 
옴! 광명과 같은 분이시여. 지혜의 빛과 같은 분이시여. 세상을 초월한 분이시여.
혜혜하례 마하모지 사다바
큰 보살님이시여. (피안으로) 실어 날라주시옵소서.
사마라 사마라 하리나야 
마음 속에 기억하여 잊지 않게 하소서, 잊지 않게 하소서.
구로구로 갈마
(선한) 업(카르마)을 짓게 하소서, 짓게 하소서.
사다야 사다야 도로도로 미연제 마하 미연제
성취하게 하소서, 성취하게 하소서. 승리하게 하소서, 승리하게 하소서. 승리한 분이시여, 위대하게 승리하신 분이시여.
다라다라 다린 나례 새바라
지켜주소서, 지켜주소서, 번개를 가지신 절대자시여.
자라자라 마라 미마라 아마라 몰제 예헤헤
마음을 더럽히는 번뇌의 때를 없애시고, 더러움에서 벗어난 분이시여. 아름다운 모습으로 오소서, 오소서.
로계 새바라 라아미사미 나사야
세상의 주인이시여, 탐욕으로 인한 독을 소멸시켜 주옵소서.
나베 사미사미 나사야
성냄으로 인한 독을 소멸시켜 주옵소서.
모하자라 미사미 나사야
어리석음으로 인한 독을 소멸시켜 주옵소서.
호로호로 마라호로
가져가십시오, 가져가십시오. 더러운 독을 가져가십시오.
하례 바나마 나바
연꽃의 마음을 가지신 이여.
사라사라 시리시리 소로소로
감로수가 흐르게 하소서, 흐르게 하소서. 지혜광명의 감로수가 흐르게 하소서, 흐르게 하소서. 덕의 감로수가 흐르게 하소서, 흐르게 하소서.
못쟈못쟈 모다야 모다야
눈을 뜨신 분이여, 눈을 뜨신 분이여. 깨닫게 하소서, 깨닫게 하소서.
매다리야 니라간타 가마사 날사남 바라 하라나야 마낙 사바하
자비심이 깊으신 청경관음보살님이시여, 욕망을 부숴 버린 관음보살님의 마음을 성취하게 하소서.
싯다야 사바하
성취하신 분이시여, 성취하게 하소서.
마하싯다야 사바하
위대한 성취를 하신 분이시여, 성취하게 하소서.
싯다유예 새바라야 사바하
요가를 성취하신 (관)자재보살님, 성취하게 하소서.
니라간타야 사바하
청경관음보살님, 성취하게 하소서.
바라하 목카싱하 목카야 사바하
멧돼지 얼굴, 사자 얼굴을 한 관세음보살님, 성취하게 하소서.
바나마 하따야 사바하
연꽃을 손에 잡으신 관음보살님, 성취하게 하소서.
자가라 욕다야 사바하
큰 바퀴를 지니신 관음보살님, 성취하게 하소서.
상카섭나네 모다나야 사바하
법 소라 나팔 소리로 깨어난 관세음보살, 성취하게 하소서.
마하라 구타다라야 사바하
위대한 금강저를 가진 관음보살님, 성취하게 하소서.
바마사간타 니사시체다 가릿나 이나야 사바하
왼쪽 어깨쪽을 굳게 지키는 흑색의 승리자이신 관음보살님, 성취하게 하소서.
먀가라 잘마 이바 사나야 사바하
호랑이 가죽위에 머물러 있는 관음보살님, 성취하게 하소서.
『나모라 다나다라 야야 나막알야 바로기제 새바라야 사바하』(3번)
삼보에 귀의합니다. 성스러운 관자재보살님(아발로키테슈바라)께 귀의합니다.

## 불교에 대한 내용이 아니라는 주장

### 민희식 교수의 주장
신묘장구대다라니는 본래 시바 신과 비슈누 신을 예찬하는 다라니인데, 불교에 수용이 될 때 수정이 되지 못했다는 주장이다. 다음은 근거로 제시한 내용들이다.
- 니라간타 : 푸른 목을 가졌다는 뜻으로, 시바신을 의미한다.[14]
- 하례 : 하리(Hari)는 관자재라는 뜻으로, 비슈누신을 의미한다.[15]
- 바마사간타 이사시체다 가릿나 이나야 : "왼쪽 어깨에 흑사슴 가죽을 걸치신 분~"의 뜻으로, 시바신의 모습이다.[16]
- 마갸라 잘마 이바사나야 : "호랑이 가죽옷을 두른 분~"의 뜻으로, 시바신의 모습이다.[17]
- 다린나례 새바라 : 대지를 지탱한다는 의미로, 비슈누신을 의미한다.[18]
- 바나마 나바 : 배꼽에서 연꽃이 핀다는 의미로, 비슈누신을 의미한다.[19]
- 싯다 유예새바라 : 요가를 성취했다는 의미로, 비슈누신을 의미한다.[20]

### 반론
주의할 점은 민희식 씨는 불문학자로 저자소개에 쓴 홍보문구와 달리 실제로는 불교나 비교종교학, 민속학, 산스크리트어 등 관련학을 전공한 학자가 아니며 논문을 써 학계에서 검증받은 적도 없는 아마추어에 불과하다. 불교 뿐 아니라 기독교 관련해서도 망상적인 저술을 쓴 바 있는데, 인용한 원전비판의 과정이 없고, 논리가 매우 비약적이고 근거가 빈약하거나 무관한 자료를 근거로 제시하는 등 학술서적으로 성립되기에 미달이다. 
신묘장구대다라니 성립 이후 1800년간 인도 본토는 물론 대비주가 전파된 지역에 있던 산스크리트, 싯담 문자에 능통한 삼장법사, 역경승들이 아마추어도 파악가능한 저런 내용을 몰라서 대비주를 독송권장한 게 아니다. 대비주에 나오는 시바, 비쉬누의 상호는 인도의 민간신앙을 포섭하여 그들을 관세음보살의 응신으로 파악한 것에 불과하며, 이것은 브라만교가 불교에 열세던 시절에 석가모니를 비쉬누의 화신으로 주장한 것과 같은 인도적 발상일 뿐이다. 하나님이 인간 남성의 형상을 했다는 믿음처럼, 인도에서 나온 신앙이 인도적 상호를 취하는 것은 종교적 습합 이전에 신화-민속학적 토대로 파악해야 한다. 대비주는 파괴와 유지라는 쉬바와 뷔쉬누의 공능에 대해서 얘기하지 않고 그 상호에 대해서 얘기할 뿐이며, 대비주에는 12응신이 나오지만 33응신이 나오는 관음경-보문품에도 역시 관세음보살이 범천이나 자재천의 형상으로 나타나 중생을 해탈구제한다고 써있다.

## 같이 보기
- 불교와 힌두교
- 대승 경전
- 능엄주